# دينيس بوشيلين
دينيس فلاديميروفيتش بوشلين ((بالروسية: Дени́с Влади́мирович Пуши́лин)‏، (بالروسية: dʲɪˈnʲis vlɐˈdʲimʲɪrəvʲɪtɕ pʊˈʂɨlʲɪn)‏
؛ (بالأوكرانية: Денис Володимирович Пушилін)‏؛ من مواليد 9 مايو 1981) هو رئيس دولة جمهورية دونيتسك الشعبية، وهي دولة انفصالية غير معترف بها في منطقة دونباس بأوكرانيا. وهو رئيسها منذ سبتمبر 2018.
في 7 سبتمبر 2018، بعد مقتل سلفه ألكسندر زاخارتشينكو في انفجار قنبلة، تم تعيين بوشلين بالإنابة رئيس جمهورية دونيتسك الشعبية ؛ وهو المنصب الذي شغله حتى انتخابات 11 نوفمبر 2018 عندما أصبح المنصب دائمًا.

## سيرة شخصية
ينحدر بوشلين من مدينة ماكييفكا ذات المناجم، وهو ابن لعمال مصنع ماكييفكا للمعادن فلاديمير بوشلين وفالنتينا خاسانوفا. تخرج من المدرسة الروسية العامة لمجلس مدينة ماكييفكا، مدرسة ماكييفكا.
من خلال واجبه العسكري، خدم بوشلين في الحرس الوطني لأوكرانيا في 1999-2000 كعضو عسكري في كتيبة المهام الخاصة في القرم. في عام 2000 درس في أكاديمية دونباس الوطنية للهندسة المدنية والهندسة المعمارية، وكانت هيئة التدريس «اقتصاد المؤسسة»، عضوًا نشطًا في آيزيك دونيتسك. وفقًا للوثائق التي قدمها بوشلين إلى لجنة الانتخابات المركزية في أوكرانيا، فقد أفاد بأنه حصل على تعليم ثانوي كامل. في 2002-2006 عمل في الحلويات.
في 2011-2013 تطوع في شركة تعتمد سلسلة بونزي شركة MMM الروسية، والتي كلفت عملاءها في التسعينيات ملايين الدولارات قبل أن يتم حلها في عام 1994 وإحيائها في عام 2011. لم ينكر بوشلين أبدًا تورطه مع الشركة. على الرغم من سجل MMM، سمحت وزارة العدل بتسجيل حزب MMM في أوكرانيا.
صرح دينيس بوشلين، الذي نصب نفسه رئيسًا للجمهورية، أنه لا يتصور أن تصبح جمهورية دونيتسك الشعبية دولة مستقلة، وبدلاً من ذلك يفضل الانضمام إلى إمبراطورية روسية متجددة.
أثناء وجوده في موسكو في يونيو 2014، أعلن بوشلين أنه سيتم تأميم الشركات في المناطق المزعومة على أنها جمهورية دونيتسك الشعبية التي ترفض دفع الضرائب للجمهورية.
وفقًا لوكالة إنترفاكس، في 18 يوليو 2014، استقال بوشلين من منصب رئيس جمهورية دونيتسك الشعبية.
من 14 نوفمبر 2014 إلى 4 سبتمبر 2015، شغل منصب نائب رئيس مجلس جمهورية دونيتسك الشعبية ثم حل محل أندريه بورجين وأصبح رئيسًا للمجلس مرة أخرى.
في 31 أغسطس 2018، قتل الزعيم الكسندر زاخارتشينكو في انفجار قنبلة في مطعم في دونيتسك. في 7 سبتمبر 2018، تم تعيين بوشلين رئيسًا بالنيابة لمجلس النواب الشعبى ؛ قيل إنه سيحتفظ بهذا المنصب حتى انتخابات 11 نوفمبر 2018.
في 6 ديسمبر 2021، أصبح بوشلين عضوًا في الحزب الروسي الحاكم حزب روسيا المتحدة. سلمه رئيس حزب روسيا المتحدة دميتري ميدفيديف شخصياً تذكرة حزبه خلال المؤتمر السنوي للحزب في موسكو.

## روابط خارجية
- Denis Pushilin الفيسبوك الرسمي
- اعتاد الزعيم الجديد للانفصاليين في دونيتسك أن يكون عضوًا في MMM. مرآة أسبوعية. 6 أبريل 2014.